# Philip Daly Gallery
Kontraadmiral Philip Daly Gallery, ameriški admiral, * 17. oktober 1907, † 29. november 1973.
Gallery se je odlikoval med II. svetovno vojno na pacifiškem bojišču.

## Življenjepis
Po diplomiranju na Pomorske akademije ZDA je bil dodeljen rušilski floti. 
Med drugo svetovno vojno je poveljeval USS Jenkins, po vojni pa Rušilskem oddelku 72, USS Passumpic in USS Pittsburg.
Leta 1958 se je upokojil; umrl je leta 1973.

## Družina
Njegova dva brata, William Gallery in Daniel Gallery, sta bila tudi kontraadmirala, medtem ko je bil četrti, John Ireland Gallery, rimskokatoliški pomorski kaplan.

## Nagrade
Poimenovanja
Po vseh treh bratih admiralih so poimenovali fregato USS Gallery (FFF-26).